# USAC-Saison 1973
Die USAC-Saison 1973 war die 52. Meisterschaftssaison im US-amerikanischen Formelsport. Sie begann am 7. April auf dem Texas World Speedway und endete am 3. November in Phoenix. Roger McCluskey sicherte sich den Titel.

## Rennergebnisse
Alle Strecken waren asphaltierte Ovale.
| Nr. | Datum         | Veranstaltung (Rennstrecke)                                      | Meilen | Sieger               | Sieger               | Siegerteam           |
| --- | ------------- | ---------------------------------------------------------------- | ------ | -------------------- | -------------------- | -------------------- |
| 1   | 07. April     | Texas 200 (Texas World Speedway)                                 | 200    | Al Unser             | Al Unser             | Parnelli-Offenhauser |
| 2   | 015. April    | Trentonian Split 300 (Trenton International Speedway)            | 150    | Lauf 1               | A.J. Foyt            | Coyote-Foyt          |
| 3   | 015. April    | Trentonian Split 300 (Trenton International Speedway)            | 150    | Lauf 2               | Mario Andretti       | Parnelli-Offenhauser |
| 4   | 30. Mai       | International 500 Mile Sweepstakes (Indianapolis Motor Speedway) | 332,5  | Gordon Johncock      | Gordon Johncock      | Eagle-Offenhauser    |
| 5   | 10. Juni      | Rex Mays Classic (The Milwaukee Mile)                            | 150    | Bobby Unser          | Bobby Unser          | Eagle-Offenhauser    |
| 6   | 01. Juli      | Schaefer 500 (Pocono International Raceway)                      | 500    | A.J. Foyt            | A.J. Foyt            | Coyote-Foyt          |
| 7   | 15. Juli      | Michigan 200 (Michigan International Speedway)                   | 200    | Roger McCluskey      | Roger McCluskey      | McLaren-Offenhauser  |
| 8   | 12. August    | Tony Bettenhausen 200 (The Milwaukee Mile)                       | 200    | Wally Dallenbach sr. | Wally Dallenbach sr. | Eagle-Offenhauser    |
| 9   | 26. August    | Ontario (Ontario Motor Speedway)                                 | 100    | Lauf 1               | Wally Dallenbach     | Eagle-Offenhauser    |
| 10  | 26. August    | Ontario (Ontario Motor Speedway)                                 | 100    | Lauf 2               | Johnny Rutherford    | McLaren-Offenhauser  |
| 11  | 02. September | California 500 (Ontario Motor Speedway)                          | 500    | Wally Dallenbach     | Wally Dallenbach     | Eagle-Offenhauser    |
| 12  | 16. September | Michigan Twin 125s (Michigan International Speedway)             | 126    | Lauf 1               | Bill Vukovich II     | Eagle-Offenhauser    |
| 13  | 16. September | Michigan Twin 125s (Michigan International Speedway)             | 126    | Lauf 2               | Johnny Rutherford    | McLaren-Offenhauser  |
| 14  | 23. September | Trenton 200 (Trenton International Speedway)                     | 201    | Gordon Johncock      | Gordon Johncock      | Eagle-Offenhauser    |
| 15  | 06. Oktober   | Texas 200 (Texas World Speedway)                                 | 200    | Gary Bettenhausen    | Gary Bettenhausen    | McLaren-Offenhauser  |
| 16  | 03. November  | Arizona 150 (Phoenix International Raceway)                      | 150    | Gordon Johncock      | Gordon Johncock      | Eagle-Offenhauser    |

## Fahrer-Meisterschaft (Top 10)
| 1. | Roger McCluskey      | 3705 |
| 2. | Wally Dallenbach sr. | 2620 |
| 3. | Johnny Rutherford    | 2595 |
| 4. | Bill Vukovich II     | 2440 |
| 5. | Mario Andretti       | 2400 |

| 6.  | Mike Mosley       | 2345 |
| 7.  | Gordon Johncock   | 2240 |
| 8.  | Gary Bettenhausen | 2093 |
| 9.  | Lloyd Ruby        | 1610 |
| 10. | A.J. Foyt         | 1580 |